# عامر يونس
عامر يونس مطرب عراقي ولد في الموصل سنة 1954م في منطقة شهر سوق، مغني للقدود الحلبية والتراث الموصلي ومؤسس فرقة (ملا عثمان الموصلي).

## حياته الفنية
بداياته كانت مع نقابة الفنانين العراقين في حفل مركزي على مسرح قاعة الخلد ببغداد، حيث قدمه الفنان الراحل محمد حسين مرعي، ومن هنا كانت انطلاقته في عالم الغناء والطرب الاصيل، قدم نمطاً غنائياً يبدو للسامع العادي جديداً لكنه هو أصل المغنى العربي وهو (الموشحات). تم تعيينه من قبل مسؤولين مؤسسة السينما والمسرح كمطرب في الفرقة القومية للفنون الشعبية، التابعة لوزارة الثقافة والاعلام، وشارك من خلالها بأكثر من مهرجان داخل القطر، بعدها التحق في الدراسة في معهد الدراسات الموسيقية وتلقى دروسا في الموسيقى والغناء من اساطين هذا الفن ومنهم الموسيقار روحي الخماش، ومنير بشير، وغانم حداد، وعازف الجوزة شعوبي ابراهيم. سجّل لتلفزيون العراق أكثر من اغنية موشح وابتهال، وعمل مع الفرقة النغمية بقيادة الموسيقار فاروق هلال، سافر لأكثر من دولة عربية واوربية، سافر إلى مصر سنة 2001 مع وفد وزارة الثقافة والاعلام ترأس الوفد الملحن طالب القرغولي والدكتور فتح الله احمد المشاركين طالب القرغولي وعامر يونس والفنانة امل خضير، شارك في العديد من المهرجان القطرية والعربية وكان اخرها مشاركته في مهرجان الإسكندرية للأغنية العربية، ايضا في مهرجان جرش الدولي مع الأكاديمية العربية للموسيقى في لندن بإدارة مؤسسة الأكاديمية بقيادة المايسترو علاء مجيد بتاريخ عام 2021، وفي نفس العام شارك في الذكرى المئوية للموسيقار عثمان الموصلي في بغداد على المسرح الوطني مع الفرقة الوطنية للتراث التابعة لوارة الثقافة والسياحة، واخير شارك في مهرجان التراث الأول في الموصل، ومهرجان الموصل لموسيقى التراث 2023.

## روابط خارجية
- حفلة غنائية في برنامج مع قناة السومرية
- موشح للفنان عامر يونس
- تنزيلات وقدود من التراث الموصلي